# Ramon Magsaysay jr.

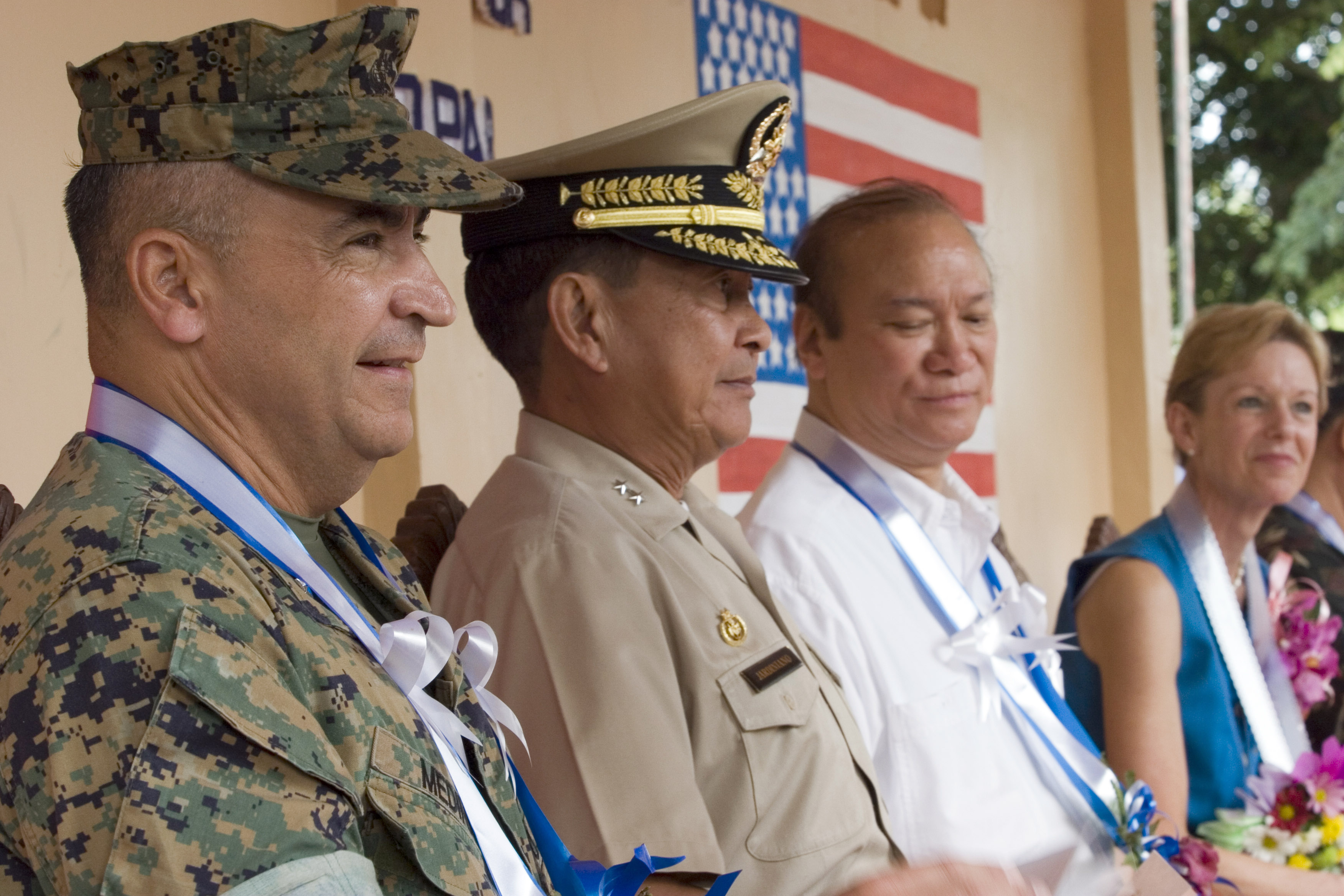
Ramon Magsaysay jr. (tweede van rechts)

Ramon Magsaysay jr. (Manilla, 5 juni 1938) is een Filipijns politicus. Van 1965 tot 1969 was hij lid van het Filipijns Huis van Afgevaardigden namens het kiesdistrict Zambales. In 1992 deed Magsaysay jr. een gooi naar de functie van vicepresident als "running-mate" van Miriam Defensor-Santiago. Hij verloor echter van Joseph Estrada. Drie jaar later werd hij gekozen in de Filipijnse Senaat. In 2001 werd hij herkozen voor een nieuwe termijn van zes jaar. In 2007, bij de nieuwe verkiezingen, verliet hij de Senaat.
Ramon Magsaysay jr. is de zoon van voormalig president Ramon Magsaysay.
Magsaysay was van 1995 tot 2005 lid van Lakas CMD. In 2005 besloot hij als onafhankelijk senator verder te gaan nadat president Gloria Macapagal-Arroyo in opspraak was geraakt door geluidsfragmenten van een gesprek tussen Arroyo en Virgilio Garcillano, een lid van de Commission on Elections, waarin naar het zich liet aanzien, werd gesproken over het plegen van fraude tijdens de verkiezingen van 2004.
Termijn 1995 - 2001: Coseteng · Defensor-Santiago · Drilon · Enrile · Fernan · Flavier · Honasan · Magsaysay · Osmeña III · Roco · Tatad

Termijn 1998 - 2004: Aquino-Oreta · Barbers · Biazon · Cayetano · Guingona · Jaworski · Legarda · Ople · J.H. Osmeña · Pimentel · Revilla · Sotto III
Termijn 1998 - 2004: Aquino-Oreta · Barbers · Biazon · Cayetano · Jaworski · Honasan1 · Legarda · Ople · J.H. Osmeña · Pimentel · Revilla · Sotto III

Termijn 2001 - 2007: Angara · Arroyo · De Castro · Drilon · L. Estrada · Flavier · Lacson · Magsaysay · Osmeña III · Pangilinan · Recto · Villar

1: vanaf 2001 voor vacante zetel
Termijn 2001 - 2007: Angara · Arroyo · Drilon · L. Estrada · Flavier · Lacson · Magsaysay · Osmeña III · Pangilinan · Recto · Villar

Termijn 2004 - 2010: Biazon · Lapid · J. Estrada · Enrile · P. Cayetano · Santiago · Gordon · Lim · Madrigal · Pimentel · Revilla · Roxas